# Международный банк Азербайджана
Международный банк Азербайджана — крупнейший банк Азербайджана, открытое акционерное общество, акции которого принадлежат Азербайджанскому государству.

## Общие сведения
ОАО «ABB» начал свою деятельность 10 января 1992 года как акционерный банк. Головной офис банка расположен в Баку. МБА в настоящее время является одним из ведущих банков в регионе Южного Кавказа по размеру активов, клиентской базы и международного операционного портфеля. Имея 66 филиалов и 13 отделений в разных регионах Азербайджана, банк предоставляет банковские услуги частным и корпоративным клиентам. 
Количество обслуживаемых юридических лиц составляет около 16 000, физических лиц — более 2 миллионов. В банке работает более 3000 человек.
Согласно Указу президента Азербайджанской Республики № 1174 от 5 ноября 2020 года «Об обеспечении деятельности Азербайджанского инвестиционного холдинга» открытое акционерное общество Bank ABB было передано в управление Азербайджанскому инвестиционному холдингу.
96,4 % акций банка принадлежат государству. Остальные акции принадлежат более 1 800 частным акционерам.
На апрель 2022 года согласно рейтингу международного агентства Fitch долгосрочный и краткосрочный рейтинги дефолта эмитента установлены на уровне B.
В 2024 году банк провёл публичное размещение акций (IPO). В результате этого число акционеров банка - физических лиц увеличилось с 1 794 чел. до 35 105 чел. В результате этого доля частных акционеров банка достигла 7,8 %. Размещение продолжалось три месяца.

## Сеть обслуживания
В 1996 году МБА создал процессинговую компанию AzeriCard. В 1997 году Банк начал сотрудничать с VISA и MasterCard, а в последующие годы - с международными платежными системами American Express, UnionPay, Diners Club International, Japan Credit Bureau. 
ABB является банком с самой большой банкоматной сетью в стране. В настоящее время банк имеет больше 900 банкоматов, охватывающих различные регионы Азербайджана, и более 13 000 POS-терминалов в торговых и сервисных предприятиях.
Впервые в Азербайджане пенсии и зарплаты начали выплачиваться по пластиковым картам ABB. В настоящее время число активных платежных карт банка составляет более 1,3 миллиона.

## Органы управления

### Правление
Правление ABB состоит из семи членов: 
- Председатель: Аббас Ибрагимов
- Первый заместитель председателя: Ильхам Габибуллаев
- Заместитель председателя: Васиф Ахмедов
- Заместитель председателя: Талех Тагирли
- Заместитель председателя: Агшин Амиров
- Заместитель председателя: Наби Алиев
- Заместитель председателя: Эльмир Габибуллаев

### Наблюдательный совет
- Председатель: Шахмар Ариф оглы Мовсумов
- Эмин Замин оглы Гусейнов
- Халид Нураддин оглы Ахадов
- Метин Баласан оглы Эйнуллаев
- Фахри Яшар оглы Исмаилов
- Маджид Гасан оглы Мамедов
- Руфат Рагим оглы Алимарданов

## Деятельность

### 2023
26 января 2023 года банк презентовал дебетовую карту «TamEco», на 98% состоящую из переработанного пластика.
30 декабря 2023 года внедрена возможность открывать депозиты онлайн через приложение «ABB mobile» с использованием «SIMA».
В 2023 году число клиентов банка увеличилось на 25 %.
За период с 2019 по 2023 год банк выплатил 1,3 млрд манат в виде налогов и на социальные проекты.

### 2024
В сентябре 2024 года внедрена возможность для получения услуг использовать цифровое удостоверение личности через мобильное приложение mygov.
В 2024 году также было представлено мобильное приложение «ABB Biz» для микропредпринимателей. Также запущен продукт «AZAL Miles».

### Рынок ценных бумаг
В июне 2022 года банк осуществил первую эмиссию облигаций в национальной валюте на Бакинской фондовой бирже.
Планируется внедрение операций с акциями банка на вторичном рынке через мобильное приложение «ABB mobile».

### Платежи
В августе 2024 года банк внедрил возможность пополнения счетов в любом банке страны через систему мгновенных платежей в банкоматах, принадлежащих банку, путём ввода «AniPay ID» (номер мобильного телефона, FİN-код, адрес электронной почты).
Также в августе 2024 года внедрена возможность для предпринимателей путём системы «AniPay» осуществлять приём платежей через QR-коды на POS-терминалах банка.  

## Финансовые показатели

### 2022
Операционная прибыль за год составила 388 млн манат.
Размер выплаченных дивидендов составил 156 млн манат. Из них 151 млн манат был выплачен государству.

### 2023
Чистая прибыль банка за 2023 год составила 322 млн. манат. Операционная прибыль составила 484 млн манат. Чистая прибыль до налогообложения — 421 млн. манат. Кредитный портфель составил 5 млрд манат.
Выплачено 117 млн манат в виде налогов.

## Взаимные партнерские отношения
Банк впервые в стране стал применять платежные технологии «VISA PayWave», «Mastercard PayPass», NFC, Payment Rings.
В рамках сотрудничества с VISA применение политики «нулевой ответственности» (Zero liability) в Азербайджане связано исключительно с ABB. В 2002 году Банк учредил дочернюю компанию в Российской Федерации. В настоящее время дочерняя компания в России действует под названием «Банк МБА-Москва».
В 2019 году ABB, региональный партнер итальянского футбольного клуба «Juventus», представил кобрендовые дебетовые карты Mastercard Platinum.

## Проекты
Реализуя ряд социальных проектов в поддержку развития инноваций в Азербайджане, Банк создал ABB Tech Академию в 2019 году и провел 1-й Региональный хакатон в 2020 году.
В 2020 году ABB создал «Sahibkarlar Klubu» («Клуб предпринимателей») для поддержки развития малых и средних предприятий, укрепления позиций корпоративных клиентов банка в экономике страны и расширения бизнеса экспортно-ориентированных клиентов.
При поддержке Банка проводится ежегодный конкурс «Предприниматель года».

## Иная деятельность
В 2024 году банк выпустил отчёты «Анализ рынка недвижимости города Баку», «Анализ розничного сектора Азербайджана: тенденции и результаты», «Туризм в цифрах: статистический обзор туристической отрасли Азербайджана» и «Обзор автомобильного рынка: глобальные тенденции и ситуация в Азербайджане».

## Членство в профессиональных организациях
ABB является членом следующих профессиональных организаций и систем:
- Ассоциация банков Азербайджана
- Бакинская фондовая биржа
- Общество всемирных межбанковских финансовых телекоммуникаций (SWIFT)
- Международная платежная система MasterCard International
- Международная платежная система VISA International
- Международная платежная система American Express
- Международная информационная система Рейтер
- Банковская ассоциация стран Центральной и Восточной Европы (BACEE)
- Сообщество Глобального роста компаний (GGC)
- Всемирный экономический форум (WEF)

## Награды
В 2019 году издание «Euromoney» назвало ABB Международный Банк Азербайджана лучшим банком года в Азербайджане.
В 2020 году «Global Finance» назвало ABB «Лучшим банком в стране».
В 2020 году одно из крупнейших международных сообществ в сфере малого и среднего бизнеса «SME Banking Club» включило ABB в список 20 лучших банков СНГ и Кавказа в области инновационных возможностей.
Изданием «The Banker» признан Банком года Азербайджана по результатам 2023 года.